# Contea di Cheyenne (Colorado)
La contea di Cheyenne (in inglese Cheyenne County) è una contea dello Stato del Colorado negli Stati Uniti. La popolazione al censimento del 2000 era di 2 231 abitanti. Il capoluogo di contea è Cheyenne Wells.

## Geografia
La contea si trova nella parte est dello Stato, al confine con il Kansas, ed è una delle contee con meno abitanti del Colorado. Il territorio è pianeggiante.

### Contee confinanti
- Contea di Kit Carson - nord
- Contea di Wallace (Kansas) - est
- Contea di Greeley (Kansas) - sud-est
- Contea di Kiowa - sud
- Contea di Lincoln - ovest

## Storia
La contea fu costituita nel 1889 e fu chiamata con il nome del popolo Cheyenne che abitava l'area.

## Comuni
Le due town incorporate sono Cheyenne Wells (il capoluogo di contea) e Kit Carson.